# Beregsurány
Beregsurány is een plaats (község) en gemeente in het Hongaarse comitaat Szabolcs-Szatmár-Bereg. Beregsurány telt 636 inwoners (2001).